# 安妮·芳婷
安妮-芳婷·希柏坦-布朗（法語：Anne-Fontaine Sibertin-Blanc）是盧森堡出生的電影導演、演員。

## 生平
安妮·芳婷出生於盧森堡市，她童年時因音樂家父親工作的緣故而在葡萄牙里斯本度過，青少女時期搬到巴黎定居，開始學習舞蹈。一開始她擔任舞者，後來參與劇場與電影的演出。1993年，她完成第一部執導的長片《愛情總以悲劇收場》。
1997年，她執導的同志題材電影《情迷乾洗店》進入第54屆威尼斯影展正式競賽單元，並獲得金奧薩拉最佳劇本獎。2017年，她以《再見馬文》在第74屆威尼斯影展地平線單元首映，最後獲得酷兒獅獎。

## 電影作品

### 導演
- 1993年：《愛情總以悲劇收場》(Les histoires d'amour finissent mal... en général)
- 1997年：《情迷乾洗店（法语：Nettoyage à sec (film)）》(Nettoyage à sec)
- 1999年：《愛在異鄉的故事》(Augustin, roi du kung-fu)
- 2003年：《愛上娜塔莉》(Nathalie...)
- 2008年：《愛情3溫暖》(La Fille de Monaco)
- 2009年：《時尚女王香奈兒》(Coco avant Chanel)
- 2011年：《冏愛成真》(Mon pire cauchemar)
- 2013年：《愛，墮落（英语：Adoration (2013 film)）》(Adoration)
- 2014年：《情迷包法利》(Gemma Bovery)
- 2016年：《純真變奏曲（法语：Les Innocentes (film)）》(Les Innocentes)
- 2017年：《再見馬文（英语：Reinventing Marvin）》(Marvin)

## 外部連結
- 安妮·芳婷在互联网电影资料库（IMDb）上的資料（英文）